# Aeroportul Municipal Bisbee
Aeroportul Municipal Bisbee (IATA: BSQ, FAA LID: P04) este un aeroport din Arizona, Statele Unite ale Americii ce deservește zona Bisbee. A fost numit după zona deservită.
Situat la o altitudine de 1.457 m, aeroportul dispune de 2 piste.

## Infrastructură

### Piste
Aeroportul dispune de 2 piste. Pista 17/35 are suprafața de asfalt și dimensiunile 5.929 picioare × 60 picioare. Pista 02/20 are suprafața de loam[*] și dimensiunile 2.650 picioare × 110 picioare. 